# Hiroshi Nakamura (pittore)
Nakamura Hiroshi (中村宏?; Hamamatsu, 20 settembre 1932) è un pittore giapponese.
Hiroshi Nakamura è uno dei principali artisti giapponesi, esponente delle correnti stilistiche di reportage e surrealismo. Hiroshi Nakamura ha frequentato l'Università Nihon e ha partecipato a molti gruppi artistici e movimenti sociali come lo Zen’ei Bijutsu-kai (Società di Arte d'Avanguardia) e il Seinen Bijutsukan Rengō. L'autore viene spesso associato alla Pittura di Reportage, un movimento che ha cercato di raccontare le questioni sociali createsi nel contesto del dopoguerra giapponese, interagendo in prima persona con le popolazioni locali e i loro ideali. La sua opera Sunagawa No.5 del 1955 esemplifica l'interesse e lo stile del reportage, che espone uno dei principali elementi della ricostruzione del Giappone nel dopoguerra; l'interesse di Nakamura per il reportage si è evoluto da un'interrogazione sul ruolo dell'artista nell'osservare il mondo politico e sociale. Durante il 1960 Nakamura ha individualmente sviluppato uno stile di pittura che si basava su soggetti come treni e studentesse in uniformi, il tutto situato in un inquietante ed onirico mondo surreale. Insieme ad altre influenze, fu fortemente ispirato dalla teoria del montaggio delle attrazioni, una teoria formulata dal regista russo Sergej Michajlovič Ėjzenštejn e dai film di Akira Kurosawa, che hanno contribuito alla sua caratteristica distorsione della prospettiva, che ha sviluppato nel corso della sua carriera.

## Biografia

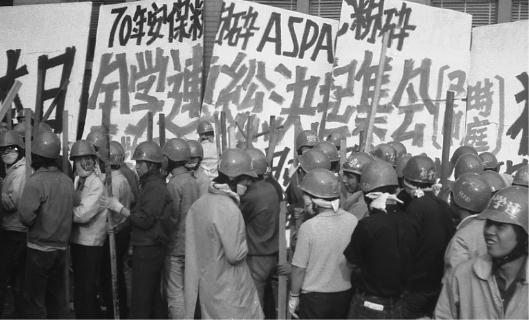
Manifestanti del movimento Zengakuren a Tokyo nel 1968

Nakamura iniziò a dipingere nel 1953. All'età di diciannove anni, lasciò la sua città natale Hamamatsu, nella prefettura di Shizuoka, e si trasferì a Tabata, Tokyo, dove si iscrisse alla Scuola di Arte e Design di Asagaya. Dopo un paio di mesi si trasferì all'Università Nihon per studiare nel dipartimento d'arte, dove ebbe l'opportunità di conoscere la storia della Rivoluzione Russa e il pensiero di Karl Marx grazie agli altri studenti. Successivamente si iscrisse al Zengakuren (Federazione dell'Autogoverno Studentesco del Giappone) e partecipò alle loro proteste insieme ad altri attivisti. Come parte delle suo attivismo, Nakamura organizzò un gruppo di artisti formato da altri studenti provenienti da vari dipartimenti d'arte dell'università. Fu in questa atmosfera di collettivizzazione dell'arte che si ritrovò parte di un circolo di pittura per lavoratori delle Ferrovie Nazionali Giapponesi, a Shinagawa. Qui Nakamura insegnava una volta a settimana le basi della pittura e in cambio poteva osservare le vite dei lavoratori e le parti chiuse al pubblico delle strutture ferroviarie. Queste esperienze sono confluite nei suoi primi lavori all'interno di quello che viene definito il movimento del Reportage.

## Reportage e attivismo

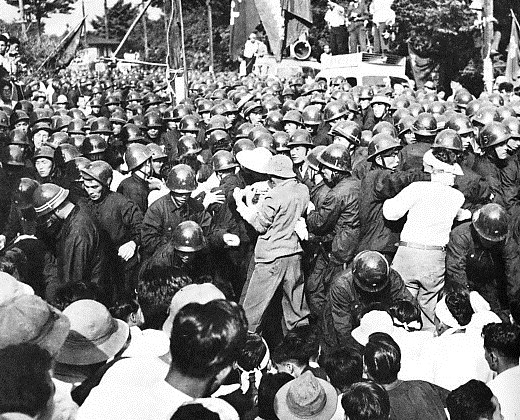
La protesta di Sunagawa del 1955

Sviluppatasi sulla scia della guerra e dell'era della ricostruzione americana in Giappone di quel periodo, quella che viene chiamata pittura di reportage era caratterizzata dal fatto che gli artisti si recavano in prima persona in un luogo per ricercare e osservare le lotte sociali che vi si svolgevano, al fine di poterle ritrarre.
Aventi carattere profondamente legati al Socialismo e all'anti-imperialismo, molti dei primi lavori di reportage di Nakamura, ad esempio Sunagawa no.5 (1955) e Deposito di Carbone (1955) criticano la presenza militare americana in Giappone. Nakamura partecipò, nel 1955,  alla mostra di Diego Rivera al Museo Nazionale di Tokyo, la cui influenza può essere vista nella rappresentazione dei lavoratori in queste prime opere.
Sunagawa No.5, forse il dipinto più famoso di Nakamura, rappresenta la protesta di Sunagawa, in risposta all'intenzione di espandere l'Aeroporto di Tachikawa. Il dipinto si sviluppa in una scena con doppia prospettiva, rappresentando lo scontro tra le autorità giapponesi e una coalizione di lavoratori, donne, monaci buddisti e altri manifestanti. Le autorità giapponesi, imponenti e privi di emozioni, dal primo punto di vista (quello di sinistra) si dirigono verso destra, dove si confrontano con i manifestanti al centro della composizione. Dal secondo punto di vista (quello dalla destra) vediamo invece la folla in contrasto con le autorità, rappresentati espressivi e determinati. Nakamura assisté a questa lotta in prima persona come manifestante e studente ventitreenne dell'Università Nihon. Il titolo si riferisce al luogo della protesta avvenuta durante la lotta di Sunagawa e No. 5 è l'abbreviazione di 5-chome (il quinto isolato) di Sunagawa. Consapevole dell'influenza della pittura di reportage nel suo tentativo di mobilitare ed educare il pubblico giapponese, Nakamura completò il dipinto solo qualche mese dopo la protesta.
Secondo Namiko Kunimoto, esperta di arte moderna e contemporanea giapponese, i lavori di Nakamura sull'incidente Girard del 1957 sono le ultime opere real-socialiste. Nello stesso anno Nakamura dipinge La Base e Fucilato, entrambi rappresentanti l'uccisione della quarantaseienne Naka Sakai, da parte di un soldato americano che faceva da guardia ad una base militare nella prefettura di Gunma. L'incidente è noto come incidente Girard, dal nome del soldato coinvolto, e ha scatenato l'indignazione interna. Il caso ha anche peggiorato l'attrito già presente fra Giappone e America, in disaccordo circa il processo del soldato. Mentre questi due dipinti mantengono un collegamento con la pratica di reportage di Nakamura, in quanto rappresentanti uno specifico incidente di ingiustizia sociale, rappresentano anche un distacco dallo stile pittorico e dai metodi del reportage. Secondo Kunimoto Fucilato segna una transizione fra la rappresentazione di un incidente politico e la rappresentazione psicologica del terrore individuale, focalizzandosi sempre di più sul montaggio rispetto alla figurazione verista.  Questo cambio di stile potrebbe essere attribuito in parte al cambio di identità politica di Nakamura in risposta agli sviluppi del Giappone.

## Oltre il Reportage
Nella seconda metà degli anni Cinquanta i lavori di Nakamura si allontanano dalla pittura di Reportage e si avvicinano a quella che Doryun Chong descrive come "metaforica e allegorica". Questo cambiamento nelle opere di Nakamura può anche essere descritto come una svolta verso la tecnica del montaggio. Questo ha permesso a Nakamura di esplorare una maggiore risposta individuale ai fenomeni politici e sociali, piuttosto che le realistiche rappresentazioni politiche presenti nei suoi lavori di reportage.
Molti cambiamenti sociali stavano avvenendo in Giappone in quel periodo e contribuirono fortemente alla nuova ideologia politica che Nakamura assunse poi nei suoi dipinti. Fra queste sono incluse il fallimento delle proteste Anpo del 1960, il miracolo economico giapponese degli anni Sessanta e Settanta, nonché il completamento dello Shinkansen, che coincise con le Olimpiadi di Tokyo 1964.
Tutto questo si trova nella trilogia di Nakamura: Periodo di Guerra (Sensōki), Periodo di Pace (Heiwaki) e Sconvolgimento (Nairanki), tutti dipinti nel 1958. Negli anni Sessanta i suoi lavori acquisirono una sfumatura surrealista, con motivi ripetitivi come liceali simili a ciclopi, aerei e treni. Opere come Treno Circolare A (Treno telescopio) (Enka ressha A), 1968, rappresentano la prospettiva esagerata dei suoi dipinti, che utilizzano un effetto ben noto della pittura di Nakamura, soprannominato "effetto lente".
Oltre a dipingere, Nakamura ha inoltre realizzato molti disegni ed illustrazioni per le opere letterarie di amici. Collaborò infatti anche con Tatsumi Hijikata, realizzando le scenografie. Nakamura realizzò in aggiunta critiche, pubblicate nelle riviste "Hihyō undō" (movimento critico) e "Bijutsu undō" (movimento artistico).
Nel 1964 Nakamura fondò il Kankoo Geijutsu Kenkyūjo (Istituto di Ricerca sull'Arte) insieme a Kōichi Tateishi. Insieme definirono la pittura come un "vedere la luce", la traduzione letterale della parola "kankō" (観光). Questa era per loro l'essenza della pittura, differenziata dall'effettiva visione della realtà e degli oggetti. Il gruppo ha tentato di inserire performance artistiche e dipinti in un ambiente pubblico. Per esempio, una fotografia di Minoru Hirata, del 1968, rappresenta i due di fronte allo shinkansen, fermi sui binari della stazione di Tokyo, reggendo due dipinti in mezzo al traffico pedonale. Questa fu la loro esibizione "Passeggiata-sulla-strada" (Rojō hokō-ten). Il gruppo si sciolse nel 1966.
Nel 1966 Nakamura fu uno dei testimoni per il caso delle banconote da 1 000 yen, riguardante l'artista Genpei Akasegawa. Alla fine degli anni Sessanta Nakamura sviluppò anche una propria teoria della pittura, intendendo i dipinti come "tableau machines". Come scrive Justin Jesty, la "tableau machine" era un concetto che si presentava come un'estensione del capitalismo, dell'idea di guerra e nazione, che funzionava principalmente grazie all'utilizzo dell'erotismo”. Infatti l'osservatore si ritrovava attratto dalla superficie dipinta, diventando parte di essa, parte di una cultura commerciale incapace di creare unità. Nakamura crea quindi un sistema che integra il desiderio umano, egocentrico, a un grande e complesso meccanismo sociale che tuttavia non promette alcun cambiamento effettivo.

## Bigakkō
Nakamura fu uno dei fondatori della scuola d'avanguardia Bigakkō insieme a Natsuyuki Nakanishi e sviluppatasi sotto l'editore Gendai Shicho-sha nel 1969. Nakamura insegnò nel corso di pittura. Come egli disse, l'idea di fondare una scuola fu concepita dopo la stagnazione delle posizioni radicali in Giappone, dopo il tentativo fallito del 1968 di immaginare in modo nuovo la politica e il sociale attraverso l'arte. Nella classe di Nakamura gli studenti appresero le tecniche di pittura realiste occidentali, in antitesi al Modernismo che pervase l'arte giapponese in quel periodo. Infatti l'esposizione giapponese all'arte occidentale, avvenuta alla fine del diciannovesimo secolo, iniziò con la corrente impressionista. Ciò significa che l'arte giapponese moderna non ha avuto alcun fondamento realista. Uno degli esercizi che Nakamura fece fare ai suoi studenti consisteva nel far riprodurre la Monna Lisa utilizzando la grafite di una matita dalla punta lunga dieci centimetri, iniziando il disegno dall'occhio destro. Un altro esercizio si basava sulla creazione di diari, dove gli studenti dovevano annotare e riflettere le loro esperienze. Come nota Yoshiko Shimada, un dipinto per Nakamura doveva essere come un conflitto tra il fuori, quindi il politico e l'oggettivo, e l'interno, quindi il personale e il soggettivo, creando così una specie di identità autonoma, indipendente persino dall'artista stesso.